# Procédé à l'anthraquinone
Le procédé anthraquinone  est un procédé utilisé pour la production de peroxyde d'hydrogène, qui a été développé par BASF.

## Description
La production industrielle de peroxyde d'hydrogène est basée sur la réduction du dioxygène, comme dans la synthèse directe. Cependant au lieu du dihydrogène lui-même, un 2-alkyl-anthrahydroquinone est généré à partir du 2-alkyl-anthraquinone par hydrogénation, avec comme catalyseur le palladium. L'oxygène et la phase organique (2-alkyl-anthrahydroquinone) réagissent pour former l'anthraquinone et le peroxyde d'hydrogène. Parmi les autres groupes alkyle (R) qui peuvent être utilisés, on retrouve l'éthyle et le tertio-butyle, par exemple la 2-éthylanthraquinone,.
Le peroxyde d'hydrogène est ensuite extrait avec de l'eau ; dans une seconde étape, il est séparé par distillation fractionnée de l'eau. Le peroxyde d'hydrogène s'accumule sous forme de puisard de produit. L'anthraquinone agit comme un catalyseur, la réaction générale de l'équation est donc :
H2 + O2 → H2O2